# كلية الطب (جامعة أسيوط)
كلية طب جامعة أسيوط هي كلية طب مصرية مقرها مدينة أسيوط. أنشئت سنة 1960، لتكون رابع كلية طب مصرية من حيث ترتيب الإنشاء بعد كليات طب قصر العيني (أنشئت سنة 1827) وكلية طب الإسكندرية (بدأت الدراسة بها سنة 1943) وكلية طب عين شمس (أنشئت سنة 1947)، وقبل عامين من إنشاء كلية طب المنصورة. تمنح الكلية درجات البكالوريوس والدبلوم والماجستير والدكتوراه في التخصصات الطبية المختلفة، كما تستضيف أطباء من عدة دول عربية وإفريقية للحصول على زمالات ومنح تدريبية.

## نشأة الكلية
أنشئت كلية طب جامعة أسيوط بالقرار الجمهوري رقم 1295 لسنة 1960 الصادر في 20 محرم سنة 1380 الموافق 14 يوليو 1960 وألحقت أقسام الصيدلة بكلية الطب بنفس القرار المشار إليه لتكون نواة مستقلة لكلية الصيدلة بجامعة أسيوط بعد ذلك.
بدأت الدراسة بالكلية في العام الجامعي 1960/1961 وذلك بعدد:
- 15 قسماً
- 17 عضو هيئة تدريس
- 146 طالباً وطالبة (125 طالباً و21 طالبة)

## عمداء الكلية
تولى عمادة كلية طب جامعة أسيوط منذ إنشائها ثلاثة عشر عميدًا، تولى اثنان منهما لاحقًا رئاسة الجامعة (هما الدكتوران عبد الرازق حسن وطارق الجمال). وقد جاء جميع من تولوا عمادة الكلية من أقسام إكلينيكية، في مقدمتها قسم النساء والتوليد (ثلاثة عمداء) وقسم الجراحة العامة (عميدان) وقسم جراحة العظام (عميدان) وقسم التخدير والعناية المركزة (عميدان). ولم يُعين إلا عميد واحد للكلية من خارج الأقسام الجراحية، هو الدكتور محمود رأفت قنديل، أستاذ الأمراض العصبية والنفسية.
1. أ. د. عبد الرازق رزق حسن: أستاذ الجراحة العامة (1972 ـ 1978)
2. أ. د. محمود فهمي فتح الله السيد: أستاذ التوليد وأمراض النساء (1978 ـ 1986)
3. أ. د. ممدوح محمد حسين شعبان: أستاذ التوليد وأمراض النساء (1986 ـ 1991)
4. أ. د. محمد محمد علي السبيتي: أستاذ الجراحة العامة (1992 ـ 1993)
5. أ. د. محمد أحمد محمد شلبي: أستاذ جراحة المسالك البولية (1993 ـ 1996)
6. أ. د. محمود رأفت عبد الفتاح حسن محمد قنديل: أستاذ الأمراض العصبية والنفسية (1996 ـ 2002)
7. أ. د. مجدي عباس مصطفى العقاد: أستاذ جراحة المسالك البولية (2002 ـ 2003)
8. أ. د. محمد عبد المنعم بكر عيد: أستاذ التخدير والعناية المركزة (2003 ـ 2008)
9. أ. د. ماهر عبد السلام أحمد محمد العسال: أستاذ جراحة العظام (2008 ـ 2011)
10. أ. د. أحمد محمد أحمد مخلوف: أستاذ التوليد وأمراض النساء (2011 ـ 2014)
11. أ. د. طارق عبدالله مرسى الجمال: أستاذ جراحة العظام (2015 ـ 2017)
12. أ. د. أحمد محمد كمال محمود المنشاوى: أستاذ جراحة القلب والصدر (2017 ـ 2018)
13. أ. د. علاء محمد أحمد عطية: أستاذ التخدير والعناية المركزة (2018 ـ )

## مبنى الكلية

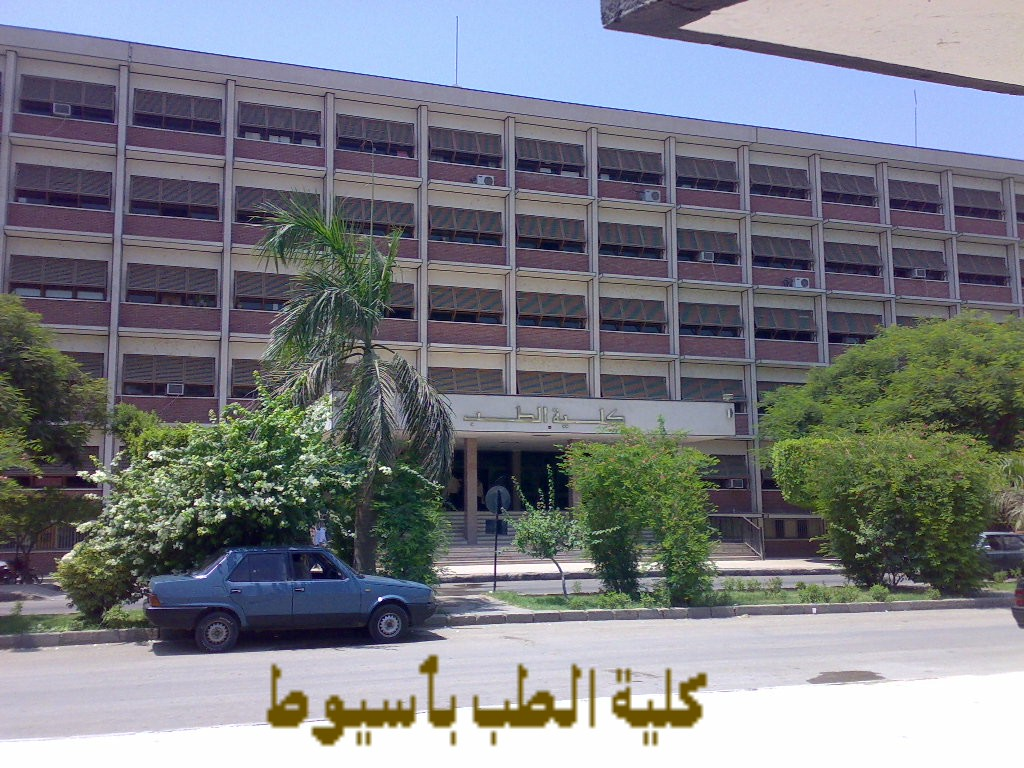
المبنى الإداري والأكاديمي لكلية طب جامعة أسيوط

ظلت كلية الطب بجامعة اسيوط تشغل أحد مباني كلية العلوم حتى عام 1997 حيث انتقلت إلى المبنى الحالي المجاور للمستشفى الجامعي، وفي عام 2001 أضيف للكلية مجمع للمدرجات به قاعة للمؤتمرات، ويخدم العملية التعليمية بالكلية حالياً:
- 22 مدرجاً
- 37 قاعة درس
- 36 معملا
- 5 متاحف تعليمية
- مشرحة تعليمية

## أقسام الكلية
تتكون كلية الطب بجامعة أسيوط من الأقسام الآتية:
- قسم التشريح وعلم الأجنة
- قسم الهستولوجيا (علم الأنسجة)
- قسم الفسيولوجيا
- قسم الكيمياء الحيوية
- قسم الباثولوجيا
- قسم الفارماكولوجيا (الأدوية) ويشمل الفارماكولوجيا الإكلينيكية
- قسم الميكروبيولوجيا والمناعة
- قسم الطفيليات
- قسم التخدير
- قسم الجراحة العامة (وينقسم إلى 6 وحدات من بينها وحدة ب1 المختصة بجراحة الأطفال ووحدة ب2 المختصة بجراحة الوجه والفكين)
- قسم جراحة القلب والصدر (ويشمل وحدة جراحة قلب وصدر الأطفال بمستشفى الأطفال الجامعي)
- قسم جراحة التجميل
- قسم جراحة المخ والأعصاب
- قسم جراحة الأوعية الدموية
- قسم جراحة العظام والإصابات
- قسم جراحة المسالك البولية
- قسم الروماتزم والتأهيل
- قسم جراحة الأنف والأذن والحنجرة
- قسم الأمراض الباطنة العامة (ويشمل: وحدة أمراض القلب، وحدة الغدد الصماء والأيض والسكر، وحدة أمراض الكلى، وحدة أمراض الدم، وحدة الأنسجة الضامة، وحدة أمراض الجهاز الهضمي والكبد)
- قسم الطب الشرعي والسموم الإكلينيكية
- قسم الأمراض الصدرية (ويشمل وحدة الصدر والتدرن)
- قسم طب المناطق الحارة (ويشمل وحدة الأمراض المعدية ووحدة الجهاز الهضمي)
- قسم الأمراض العصبية والنفسية (ويشمل وحدة الأمراض العصبية ووحدة الأمراض النفسية)
- قسم الأمراض الجلدية والتناسلية وأمراض الذكورة (ويشمل وحدة الأمراض الجلدية ووحدة الأمراض التناسلية)
- قسم التوليد وأمراض النساء (استقل حالياً في مستشفى صحة المرأة)
- قسم طب الأطفال (استقل حالياً في مستشفى الأطفال الجامعي)
- قسم طب العين وجراحتها
- قسم الصحة العامة
- قسم الأشعة

## مستشفيات جامعة أسيوط

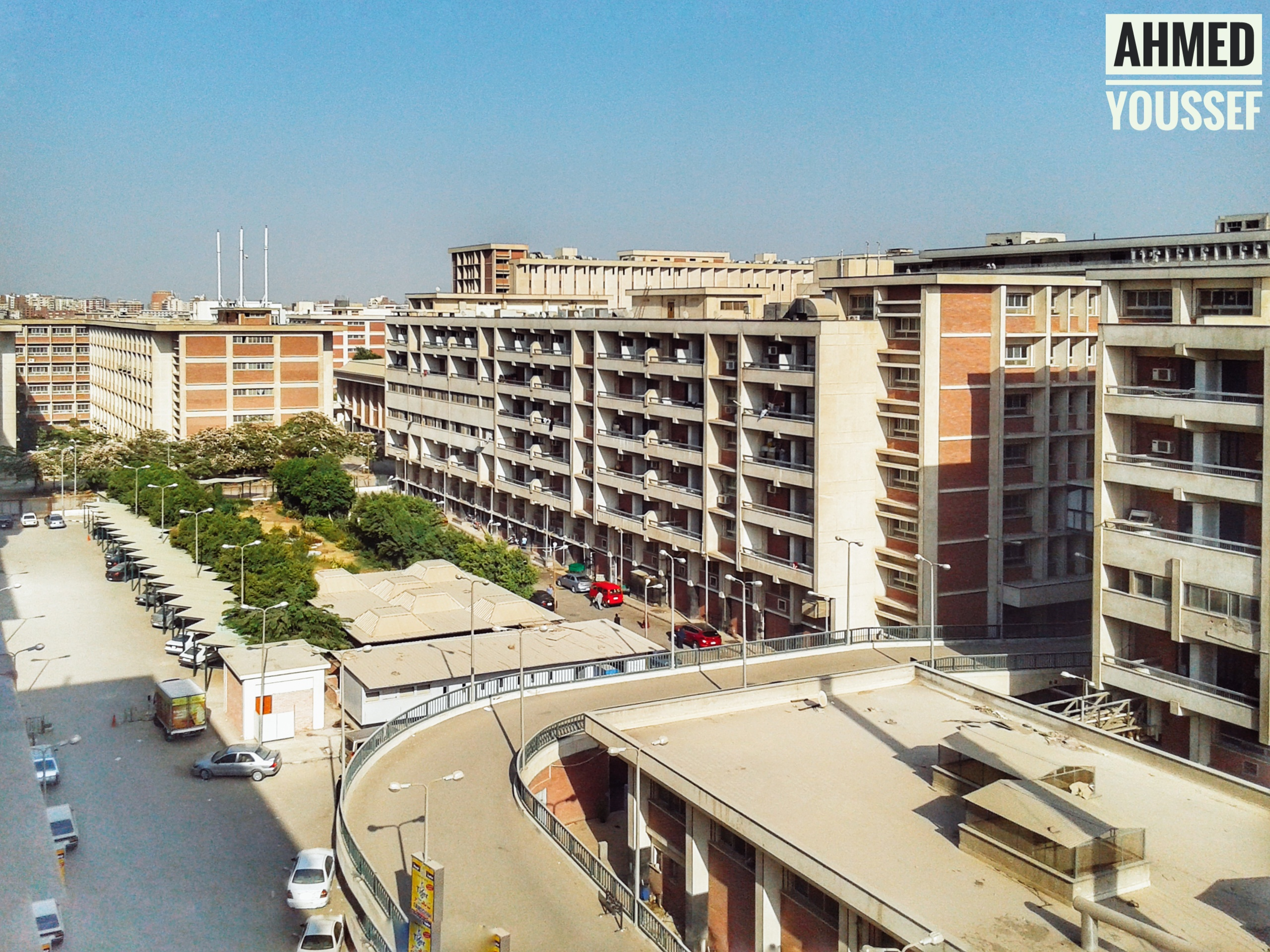

تقع مستشفيات جامعة أسيوط (باستثناء مستشفى معهد الأورام) داخل الحرم الجامعي الرئيسي، وتشمل المستشفى الجامعي الرئيسي (وهو أكبر وأقدم مستشفى جامعي في صعيد مصر) ومستشفي الأطفال الجامعي ومستشفي صحه المرأة ومستشفي معهد الأورام (وهو خارج الحرم الجامعي الرئيس) ومستشفي الطلاب ومستشفى المخ والأعصاب والأمراض العصبية والنفسية ومركز الكلى والمسالك البولية (قيد التجهيز).هذا اضافه إلى معهد أمراض وجراحة القلب ومركز الراجحي للكبد وهما تحت الإنشاء.
يضم المستشفى الجامعي بأسيوط 2027 سريراً، من بينها 94 سرير عناية مركزة، كما يضم 46 غرفة عمليات تجرى فيها حوالي 240 عملية جراحية يومياً.
يتردد على العيادة الخارجية بالمستشفى حوالي 3000 مريض يومياً، كما يتردد على وحدات الطوارئ المختلفة بالمستشفى حوالي 1000 مريض يومياً، وقد قدر في عام 2009 أن مستشفيات جامعة أسيوط قد قامت بتقديم الخدمة الطبية لحوالي مليون مريض عن طريق أقسام الطوارئ والعيادات الخارجية بها. وفي المستشفى 36 غرفة عمليات تجرى فيها حوالي 160 عملية يومياً. ويعمل بالمستشفى حوالي 1478 طبيباً و6428 من العاملين بالتمريض والخدمات الطبية المعاونة.
بينما يحتوي مستشفى صحة المرأة على 300 سريراً، 80% منها مجاني والباقي مخصص للتأمين الصحي والعلاج الخاص.
كما تضم مستشفيات جامعة أسيوط أحد أكبر وحدات الجراحات الميكروسكوبية في مصر والعالم العربي وهي وحدة الجراحات الميكروسكوبية التابعة لقسم جراحة العظام بالجامعة والتي أنشئت عام 1995.

## الدرجات العلمية التي تمنحها الكلية
- درجة البكالوريوس في الطب والجراحة: ومدة الدراسة لنيلها خمس سنوات تعقبها سنتي امتياز.
- درجة الماجستير في أحد فروع التخصص الإكلينيكية
- درجة ماجستير التخصص في العلوم الطبية الأساسية
- درجة الدكتوراه في الطب والجراحة (في فروع التخصص الإكلينيكية)
- درجة الدكتوراه في العلوم الطبية الأساسية
- دبلوم الدراسات العليا

## ملحقات الكلية
ملحق أيضاً بالكلية كل من:
- المعهد الفني للتمريض
- المدرسة الثانوية الفنية للتمريض

## المصدر
- جامعة أسيوط: دليل الطالب بمرحلتي الليسانس والبكالوريوس

## وصلات خارجية
- موقع كلية الطب بجامعة أسيوط